# Dimenticare Palermo
Dimenticare Palermo is een Italiaanse thriller uit 1990 onder regie van Francesco Rosi.

## Verhaal
Een kandidaat-burgemeester in New York pleit voor de legalisering van drugs. De georganiseerde misdaad is niet opgezet met het voorstel. Ze lokken de politicus in de val en dwingen hem om een akkoord met hen te sluiten.

## Rolverdeling
| Acteur           | Personage       |
| ---------------- | --------------- |
| James Belushi    | Carmine Bonavia |
| Mimi Rogers      | Carrie          |
| Joss Ackland     | Maffiabaas      |
| Philippe Noiret  | Gianni Mucci    |
| Vittorio Gassman | De Prins        |